# Helmut Pabst (Fußballspieler)
Helmut Pabst (* 29. April 1951 in Bochum) ist ein ehemaliger deutscher Fußballtorhüter und -trainer.

## Laufbahn
Helmut Pabst begann seine Laufbahn mit sieben Jahren beim STV Werne. Als C-Jugendlicher wechselte er zur SpVg Marl und wurde zweimal in die Recklinger Kreisauswahl berufen. Letztendlich rückte er 1969 in die Verbandsligaelf auf. Auf Grund guter Leistungen in dieser Liga, erhielt er von FC Schalke 04 Präsident Günter Siebert eine Einladung zum Probetraining. Pabst konnte überzeugen und unterschrieb vor der Saison 1971/72 anschließend einen Zweijahresvertrag als Nummer zwei hinter Norbert Nigbur, einem der besten Torhüter Deutschlands.
Am letzten Spieltag dieser Saison trat Schalke beim FC Bayern München an, bei dem auch das Olympiastadion erstmals in der Bundesliga Verwendung fand. Darüber hinaus war es das erste Bundesligaspiel das life im Fernsehen übertragen wurde. Schalke hätte mit einem Sieg über Bayern die Meisterschaft gewonnen. In der 67. Minute trat der Ernstfall ein. Nigbur zog sich eine Knieverletzung zu und Pabst kam zu seinem Bundesligadebüt. Es stand jedoch bereits 1:3 und Pabst musste noch zwei Mal selbst hinter sich greifen. Er durfte sich nach diesem Spiel auch noch Hoffnungen machen auch im DFB-Pokalfinale gegen den 1. FC Kaiserslautern zum Einsatz zu kommen. Allerdings meldete sich Nigbur rechtzeitig zurück und für Pabst blieb nur die Bank. Auf dieser musste er auch die komplette nächste Saison Platz nehmen.
Nach einer Meniskusoperation Nigburs vor der Saison 1973/74 hütete er während der ersten zehn Bundesligaspiele das Tor der nach dem Bundesligaskandal stark dezimierten Schalker. Bei der 0:3-Niederlage gegen den VfB Stuttgart traf ihn keine Schuld und im zweiten Spiel gegen VfL Bochum avancierte Pabst zum Helden. Das Fachblatt Kicker wählte ihn sogar in die »Elf des Tages«. In den nächsten drei Partien kassierte er insgesamt zehn Gegentreffer und vor allem beim 5:5-Unentschieden zu Hause gegen den FC Bayern München zeigte er eklatante Schwächen in der Strafraumbeherrschung. In seinem letzten Bundesligaspiel gegen den Wuppertaler SV sicherte er seiner Mannschaft mit tollen Reaktionen einen 4:2-Sieg. Insgesamt war die Bilanz nach diesen zehn Spielen aber unbefriedigend. Der Verein stand auf dem 14. Platz und die 27 Gegentore die zu Buche standen waren mit gutem Abstand ein Alleinstellungsmerkmal der Schalker. Mit Norbert Nigbur zurück im Kasten kassierte Schalke nur noch 1,7 Gegentore pro Spiel und verbesserte sich auf den siebten Platz.
Zur Saison 1974/75 schloss er sich dem in der Nordstaffel der 2. Bundesliga spielenden Wacker 04 Berlin an. Dort stand er auch für die ersten zehn Ligaspiele zwischen den Pfosten, während die restlichen Saisonspiele Peter Scholich das Tor wartete und am letzten Spieltag der zwanzigjährige Lutz Schultz eine Chance erhielt. Die Berliner beendeten die Saison als 13.
Helmut Pabst aber wechselte schon in der Winterpause zum Ligakonkurrenten SC Fortuna Köln, wo er die Nummer zwei hinter den ehemaligen Nationaltorwart Wolfgang Fahrian wurde und bis zum Saisonende auf fünf Partien kam. Fortuna wurde Fünfter der Liga. In der Saison 1975/76 war er ab dem 24. Spieltag Stammtorwart an Stelle von Fahrian, der an einem Meniskusschaden litt, und konnte sich nach Saisonende gar des vierten Tabellenplatzes erfreuen. In der Folgesaison war Pabst dann die unangefochtene Einsergoalie der Kölner Südstädter, wenngleich in der Schlussphase der Saison der junge Arno Domgörgen achtmal an seiner Stelle das Tor wartete. Die Fortuna lag am Ende auf dem zwölften Tabellenplatz und engagierte von Hannover 96 den 28-jährigen Franz-Josef Pauly als neuen Hüter deren Tores.
Helmut Pabst ergatterte einen neuen Arbeitsplatz beim SG Union Solingen, wo er in den nächsten sechs Saisonen unangefochtener Herrscher über das Aluminiumgestell der Messerstädter war. Die Mannschaft erreichte unauffällige Plätze im Mittelfeld und ein siebter Rang unter 22 Mannschaften reichte nach der Saison 1980/81 zur Qualifikation für die neue eingleisige zweite Liga. Die Saison begann bereits sehr erfolgreich für Pabst, als er sich im August 1980 eine Stelle im Bereich Garten-, Landschafts-  und Sportplatzbau beim
Vermögensbetrieb der Stadt Solingen sicherte, ein Engagement, dem er bis zur Regelpensionierung treu blieb und das für ihn sehr befriedigend war, da der stets klamme Verein, der dem finalen finanziellen Niedergang gemessenen Schritts in die Arme lief, nur karge Gehälter zu zahlen vermochte. In der neuen Liga vermochte die Union in den nächsten beiden Jahren nur recht knapp die Klasse zu halten. In der Saison 1983/84 avancierte Volker Diergardt zum neuen Stammeinser. Der mittlerweile 33-jährige Pabst durfte sich letzten Spieltag der Saison in den letzten 20 Minuten des 3:0-Heimsieges gegen Alemannia Aachen nochmal zwischen die Pfosten stellen und verabschiedete sich so von den treuen 1500 Zusehern die den Weg ins Hermann-Löns-Stadion nicht scheuten und am Ende den fünften Platz feiern konnten. Für ihn war das das 217. Spiel für Solingen. Insgesamt kam Helmut Pabst in zehn Jahren zu 278 Zweitligaeinsätzen.
Pabst beendete seine aktive Karriere beim VfB Langenfeld in der Amateur-Oberliga Nordrhein, für den er anschließend als Torwarttrainer tätig war. Es folgte ein Engagement in dieser Funktion in Remscheid, bevor er im Januar 2002 wieder für seinen als 1. FC Union Solingen neugegründeten Ex-Verein tätig wurde. Nach mehreren Jahren als Torwarttrainer verschiedener Jugendmannschaften der Solingen 03 ist Pabst seit 2017 parallel auch Co-Trainer der Seniorenmannschaft des Vereins.

## Erfolge
- 1972 DFB-Pokalsieger
- 1972 Deutscher Vizemeister